# 彭晋
彭晉（英語：Mike P.，1999年9月27日—），原名彭晉健（Michael Pang），香港唱作男歌手。2023年「歌手的誕生大賽」冠軍，之後加盟伯樂音樂學院，簽約成為旗下藝人，並於2023年6月28日以作品《貧窮限制對象》正式出道。隨後，於2023年10月19日發佈第二首個人單曲《異形》。

## 成長經歷
彭晉於香港出生，少時居住於青衣，入讀聖公會何澤芸小學。中學就讀東華三院伍若瑜夫人紀念中學。小學及中學時期曾參與各種校外數理比賽，籃球、足球及田徑運動並得獎。中學畢業後，成功考入香港城市大學電子工程系學士學位，就讀期間熱衷參與戲劇學會及其活動。期間曾擔任助理舞台監督、演員、佈景設計及導演，參與過多場舞台劇演出。其後因對音樂的熱誠，決定放棄供讀城大的電子工程系學士學位，全身投入音樂訓練，於伯樂音樂學院接受歌唱及作曲訓練其後，成為唱作歌手。

## 音樂生涯
自小沉醉於音樂的彭晉，7歲時便對唱歌感興趣，11歲時學習鋼琴，23歲時參加伯樂音樂學院舉辦的音樂比賽「歌手的誕生大賽」，獲得冠軍，及後簽約伯樂音樂學院成為旗下藝人，並於同年以樂壇新人身份出道。
第一首派台作品《貧窮限制對象》，由彭晉聯手各大知名音樂製作人合力打造，包括：温翰文、林若寧、黃兆銘、謝國維、伍樂城。這一首單曲至今在YouTube 點擊率已經超過56萬，作為樂壇新人無疑是重大的里程碑。
2023年10月19號，彭晉乘勝追擊推出第二首的個人單曲《異形》，同樣由伯樂音樂學院製作團隊打造，包括：學院師生（d minor / Sylvester Chan)、填詞系導師-張楚翹小姐、音樂製作導師-Sylvester Chan、音樂製作系及鋼琴（流行）導師藝深編曲，院長伍樂城先生與藝深先生聯合擔任歌曲監製。
《異形》更破格運用了AI 技術製作MV，新穎的拍攝手法令這首歌曲升華，至今短短幾個月已經在YouTube 平台突破10萬點擊率。
彭晉出道短短半年間，憑着單曲《貧窮限制對象》與《異形》派台後立即登上新城知訊台《勁爆本地榜》第9位以及其他的榜單包括ViuTv 《Chill Club 推介榜》第10位丶《勁歌金榜》第15位和《香港電台 RTHK.HK 中文歌曲龍虎榜》第20位。最後從眾多歌手中突圍而出，於《新城勁爆頒獎禮》榮獲勁爆新人獎。

## 演出及合作

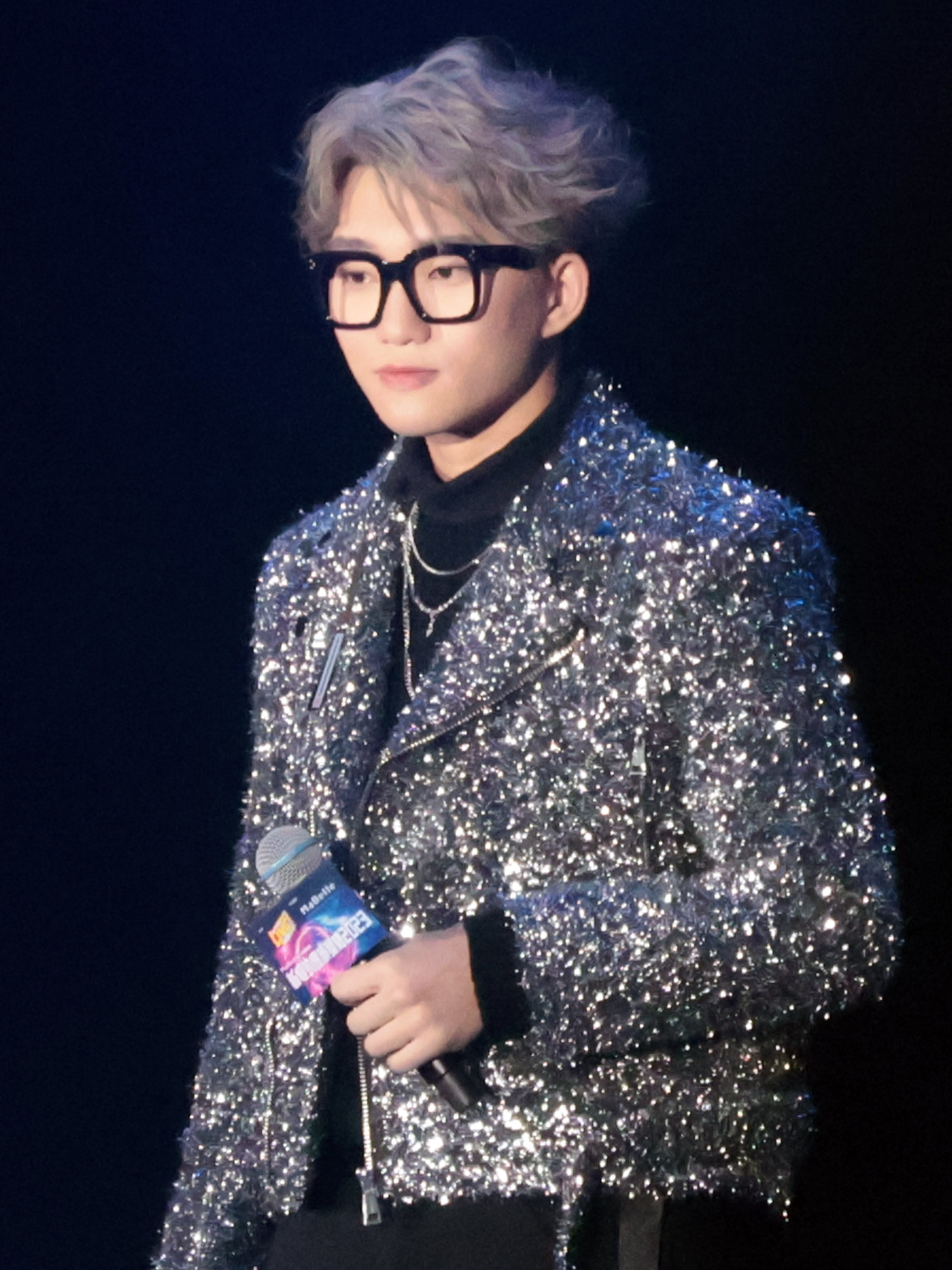
2023年12月30日，彭晉在香港會議展覽中心出席《新城勁爆頒獎禮2023》

- 2023年度伯樂音樂學院歌唱比賽「歌手的誕生」- 冠軍
- 歌莉雅Gloria Tang歌莉雅個人音樂會2023｜My Precious Journey Gloria中擔任 - 演唱會嘉賓
- 東華三院「關愛同行每一天」遊藝市集嘉年華2023 - 表演嘉賓
- 第70集ViuTV《粉絲福利處》

## 音樂作品

### 單曲
| 推出日期 | 曲目         | 作曲                            | 填詞   | 編曲                 | 監製           | 備註 |
| 2023年   |              |                                 |        |                      |                |      |
| 6月28日  | 貧窮限制對象 | 溫翰文／彭晉                    | 林若寧 | 黃兆銘               | 謝國維／伍樂城 |      |
| 10月24日 | 異形         | D minor／Sylvester Chan／伍樂城 | 張楚翹 | Sylvester Chan／藝深 | 藝深／伍樂城   |      |

### 派台歌曲成績
| 派台歌曲成績（五台） | 派台歌曲成績（五台） | 派台歌曲成績（五台） | 派台歌曲成績（五台） | 派台歌曲成績（五台） | 派台歌曲成績（五台） | 派台歌曲成績（五台） | 派台歌曲成績（五台） |      |
| -------------------- | -------------------- | -------------------- | -------------------- | -------------------- | -------------------- | -------------------- | -------------------- | ---- |
| 唱片                 | 歌曲                 | 903                  | RTHK                 | 997                  | TVB                  | ViuTV                | 備註                 | 備註 |
| 2023年               |                      |                      |                      |                      |                      |                      |                      |      |
|                      | 貧窮限制對象         | -                    | 20                   | 9                    | 15                   | 10                   |                      |      |
|                      | 異形                 | -                    | 20                   | 9                    | 17                   | -                    |                      |      |

| 903 | RTHK | 997 | TVB | ViuTV | 備註              |
| 0   | 0    | 0   | 0   | 0     | 五台冠軍歌總數：0 |

- （*）上榜中
- （-）未能上榜
- （×）沒有派往該台

## 獎項
2023年度
- 新城勁爆頒獎禮2023 - 勁爆新人

## 外部連結
- Mike P. 彭晉的Instagram帳戶